# Список битв і терактів за участю Ісламської держави
Нижче наведено список конфліктів та терактів за участю бойовиків джихадистського угруповання, відомого як Ісламська Держава (ІД/ІДІЛ), у різних регіонах світу. Група контролювала частини території в Іраку та Сирії в середині 2010-х років і брала участь у багатьох атаках, боях і війнах.

## Хронологія битв і терактів

### 2009
- 19 серпня — три заміновані автомобілі вибухнули біля міністерства фінансів Іраку, міністерства закордонних справ та префектури Багдада. 101 людина загинула, 565 поранено[1][2].

### 2014
- 4 січня — бійці ІДІЛ установили контроль над містом Фаллуджа[3].
- 19 серпня — опубліковано відео, де учасник ІД обезголовив американського журналіста Джеймса Фоулі[4].
- 28 серпня — опубліковано відео, на якому бойовики Ісламської Держави страчують 250 полонених солдат сирійської армії[5].
- 2 вересня — опубліковано відео, де учасник ІД знечолив американського журналіста Стівена Сотлоффа[6].
- 23 вересня — США і Бахрейн, Йорданія, Катар, Об'єднані Арабські Емірати та Саудівська Аравія завдали ракетно-бомбових ударів по позиціях угрупування Ісламська Держава в Сирії. Крилаті ракети запускалися з американських бойових кораблів в Перській затоці та Червоному морі приблизно по двох десятках цілей, у тому числі по штаб-квартирі угруповання Ісламська держава в місті Ракка (схід Сирії)[7].

### 2015
- 10 січня — ІД взяла на себе відповідальність принаймні за захоплення заручників в магазині кошерних виробів у 12-му окрузі Парижа, підтримавши таким чином оперативників єменської Аль-Каїди, братів Куаші, які раніше атакували редакцію сатиричного видання Charlie Hebdo. Напад вчинив Амеді Кулібалі, прихильник Ісламської Держави у Франції[8].
- 25 червня — в Дніпрі Служба безпеки України затримала двох завербованих терористок Ісламської Держави[9].
- 26 червня — терорист-смертник здійснив самопідрив у шиїтській мечеті в столиці Кувейту, місті Ель-Кувейт. Теракт стався під час вечірньої молитви; на момент вибуху в мечеті перебувало близько 2 тисяч осіб, 25 з них загинули[10]. Відповідальність за напад узяло на себе угруповання ІД[11].
- 16 вересня — позиції бойовиків ІД в Сирії бомбардовані винищувачами ВПС Австралії — по контрольованих ісламістами нафтосховищах[12].
- 6 жовтня — в Іраку підірвав себе смертник Ісламської Держави Мухаммед Далаїн, його було завербовано в Харкові[13].
- 31 жовтня — Ісламська Держава збила пасажирський літак A321 на Синайським півостровом. Загинуло 224 людини, у тому числі і 4 громадянина України[14].

### 2016
- 31 січня — терористи «Боко Харам» атакували околицю міста Майдугурі на північному сході Нігерії, загинули 86 людей[15].
- 15 лютого — бойовик на начиненому вибухівкою автомобілі під час зупинки його машини на Джемікентському посту в Дербентському районі Дагестану здійснив самопідрив. В результаті загинуло 2 поліцейських, ще 17 людей отримали поранення. 5 березня у відео, випущеному медіа ІД і яке отримало назву «Прибуткова торгівля», було показано звернення смертника, що здійснив самопідрив на посту[16].
- 23 березня — голова СБУ Василь Грицак заявив, що СБУ затримала в Україні 25 бойовиків Ісламської Держави[17].
- 27 квітня — СБУ затримала й одразу видворила з України 5 бойовиків Ісламської Держави[18].
- 25 червня — Державна прикордонна служба України в аеропорту Харкова затримали двох громадян Таджикистану, які причетні до діяльності терористичної організації Ісламська Держава та розшукувалися Інтерполом[19].
- 28 червня — 2 вибухи в аеропорту Стамбула Ататюрк. Загинуло 45 людей, постраждало 230 осіб[20].
- 17 серпня — двоє озброєних чоловіків із сокирами та вогнепальною зброєю напали на відділення ДІБДР на Щолківському шосе під Москвою. Обох нападників було застрелено поліцією. ІД взяла на себе відповідальність за атаку[21].
- 17 грудня — група бойовиків здійснила низку нападів на співробітників поліції у Грозному. У ході кількох бойових зіткнень було вбито трьох бойовиків. 28 грудня ІД випустило відео, в якому показало звернення бойовиків, які нападали на Грозний[22].
- 19 грудня — Ісламська Держава вчинила теракт на різдвяному ярмарку в Берліні. Загинуло 12 людей, 55 поранено[23].

### 2017
- 19 серпня — у центрі міста Сургут дагестанець Артур Гаджієв підпалив торговий центр «Северный», потім нападав з ножем та сокирою на перехожих. Було поранено 7 людей. Нападника було ліквідовано двома пострілами наряду поліції під час погоні. Відповідальність за різанину взяла на себе Ісламська Держава[24].
- 23 вересня — у сирійській провінції Дайр-ез-Заур ймовірно, бойовики ІД мінометним обстрілом вбили командувача 5-ї загальновійськової армії РФ, генерал-лейтенанта Валерія Асапова[25][26].

### 2018
- 18 лютого — на святкуванні Масляниці в Кизлярі (Дагестан, Росія) чоловік відкрив вогонь по людях з дробовика. Він вбив 5 людей та поранив 4, після чого був ліквідований поліцією. Стрілець був упізнаний як 22-річний Халіл Халілов. Джерела назвали його учасником «сплячого осередку» терористичної організації Ісламська Держава[27].
- 21 квітня — в ході зіткнення російських силовиків з ІД у Дагестані було вбито дев'ятьох бойовиків ІД[28].
- 20 серпня — бойовики ІД здійснили теракти в Чечні, поранивши кілька поліцейських; п'ятьох підозрюваних членів ІД було вбито[29].
- 31 грудня — в Магнітогорську Челябінської області обвалився житловий будинок. Внаслідок обвалення загинули 39 людей та ще 17 отримали поранення. При розборі завалів, версія про теракт була спростована, проте згодом відповідальність за вибух у маршрутці та будинку у той день взяла на себе ІД[30].

### 2019
- 24 січня — у Кабардино-Балкарії бойовики ІД атакували пост поліції, внаслідок чого чотирьох членів ІД було вбито і одного поліцейського поранено[31].
- 23 червня — озброєний ножем бойовик напав на двох поліцейських біля резиденції Рамзана Кадирова в Грозному. Після цього нападник був убитий поліцією. В його автомобілі начебто знайшли мисливську рушницю. ІД взяла відповідальність за атаку[32].
- 1 липня — ІД взяла на себе відповідальність за напад на співробітника поліції на блокпосту в Ачхой-Мартановському районі Чечні, який був зарізаний. Нападника було застрелено, коли той кинув гранату в інших поліцейських[33].
- 27 жовтня — президент США Дональд Трамп оголосив про знищення у сирійській провінції Ідліб лідера угрупування Ісламська Держава Абу Бакра аль-Багдаді[34].
- 15 листопада — Служба безпеки України спільно з Міністерством внутрішніх справ Грузії та Центральним розвідувальним управлінням США затримала на Київщині одного з ключових терористів Ісламської держави відомого як Аль Бара Шишані[35].
- 21 листопада — оперативники Управління карного розшуку та бійці КОРДу затримали у Житомирі громадянина Росії, що перебуває в міжнародному розшуку за вбивство. Поліція припускає, що це керівник однієї з груп ІД, який переховувався в Україні. Підозрюваного розшукував Інтерпол[36].

### 2020
- 9 вересня — у Києві СБУ затримали одного з ватажків Ісламської Держави[37].
- 12 листопада — жертвами атаки бойовиків ІД у районі греблі «Абу-Файяд» на схід від міста Саламія у сільській місцевості Хами став 21 сирійський військовий. Атаку було повністю відбито сирійською армією. Стверджується, що іділівці втратили вбитими понад 40 людей. Після невдалої атаки терористи втекли на південь у бік пустельного району Бадія аш-Шам. З початку 2020 року ІД активізувало свої атаки на сирійську армію, особливо у східній частині провінції Хама, де вони навіть тимчасово захопили кілька селищ у районі Ітрії[38].
- 27 листопада — Україна приєдналася до санкцій Євросоюзу проти Ісламської Держави та «Аль-Каїди»[39].
- 28 грудня — двоє уродженців Інгушетії напали з ножами на двох співробітників патрульно-постової служби у столиці Чечні місті Грозному та спробували заволодіти їхньою зброєю. У ході нападу загинув один співробітник ППС, інший був поранений. ІД взяла відповідальність за цей напад[40].
- 31 грудня — конвой сирійської армії на південь від Дейр-ез-Зора потрапив у засідку бойовиків ІД, внаслідок чого щонайменше 37 солдатів сирійської армії загинули та ще кілька дістали поранення. Це було описано як один із найбільш смертоносних нападів, скоєних ІД з моменту падіння їхнього «Халіфату» у березні 2019 року[41][42].

### 2021
- 9 січня — за даними SOHR, бойовики ІД напали на проурядових солдатів у місті Аль-Шола в провінції Дейр-ез-Зор під час зачистки з пошуку осередків джихадистів. Внаслідок нападу щонайменше семеро ополченців Національних сил оборони[en] загинули і невідома кількість була поранена[43][44].
- 18 січня — за даними ізраїльського інформаційного центру Меїра Аміта з розвідки та тероризму, бойовики ІД обстріляли з кулеметів сирійських солдатів на схід від Хами. Шестеро солдатів було вбито[45].
- 26 січня — за даними SOHR, сирійські урядові сили та бойовики ІД зіткнулися в пустелі Хомс, внаслідок чого загинули щонайменше 7 сирійських солдат та 11 бойовиків ІД[46].
- 14-15 лютого — SOHR повідомиd про загибель сирійських солдатів та ополченців, які загинули в боях з ІД у сирійській пустелі. За даними SOHR, у відповідь на вбивства російські ВПС провели кілька бомбардувань позицій ІД[47].
- 17 лютого — SOHR повідомив про загибель чотирьох сирійських солдатів внаслідок засідки ІД на шосе Дамаск-Дейр-ез-Зор[48].
- 26 березня — SOHR задокументував загибель семи солдатів сирійської армії та поранення ще трьох після атаки бойовиками ІД іхніх позицій в пустелі Окайрабат, на сході провінції Хама[49].
- 2 травня — SOHR повідомив, що бойовики ІД убили 4 сирійських солдатів і поранили 8 у східній частині провінції Хомс[50].
- 12 травня — SOHR повідомив, що бойовики ІД увірвалися до будинку в селі Аль-Хуссан у західній частині провінції Дейр-ез-Зор та застрелили чоловіка, якого ІД звинуватило у «чаклунстві»[51].
- 6 серпня — у Києві СБУ затримали учасницю ІД. Вона перебувала у розшуку за лінією Інтерполу. Операція із розшуку і затримання проводилась спільно зі Святошинським управлінням поліції у м. Києві[52].
- 16 грудня — у Києві СБУ нейтралізувало діяльність осередку ІД. За попередніми даними, до складу групи входило 12 людей. П'ятеро з них — громадяни РФ, які перебувають у розшуку за злочини у різних країнах світу. Головою групи був один із лідерів ІД, якого СБУ затримала та екстрадувала до Грузії у травні 2020 року[53].

### 2022
- 2 січня — 5 сирійських військових було вбито і ще 20 отримали поранення внаслідок ракетно-артилерійського обстрілу бойовиками ІД військово-транспортного автобуса у східній частині Сирійської пустелі[54].
- 3 лютого — президент Сполучених Штатів Джо Байден заявив, що лідер ІД Абу Ібрагім аль-Гашемі аль-Кураші був убитий під час рейду американського спецназу в Сирії. Операція відбулася на північному заході Сирії в Ідлібі. При ліквідації терориста загинули не менше трьох цивільних. Жертв з боку американських військових не було[55][56][57][58][59].
- 10 лютого — бойовики ІД влаштували засідку на сирійський військовий конвой у східній частині провінції Хомс, вбивши трьох сирійських військових, включаючи генерал-майора. У відповідь на атаку російські ПКС завдали кілька авіаударів за позиціями та укриттями осередків ІД у сирійській пустелі. За даними SOHR, авіаудари тривали і наступного дня, загалом семеро бойовиків ІД було вбито[60].
- 5 вересня — внаслідок вибуху смертника біля входу до посольства Росії у столиці Афганістану загинули щонайменш 10 чоловік, у тому числі і двоє співробітників дипмісії — спеціаліст-експерт Адигжі Кужугет та другий секретар Михайло Шах[61][62].
- 1 грудня — у пустелі неподалік Пальміри спалахнули зіткнення між силами ІД та сирійською армією, внаслідок яких загинули щонайменше троє сирійських солдатів[63].

### 2023
- 7 лютого — щонайменше 20 бойовиків ІД втекли з в'язниці у місті Раджу, у сільській місцевості на півночному заході Сирії, після того, як організація підкупила тюремну охорону[64].
- 10 лютого — двох бойовиків організації ІД, один з яких був іракцем, було вбито в ході спільного рейду Союзної коаліції та угруповання SDF недалеко від міста Ель-Сувар у провінції Дайр-ез-Зор[65].
- 11 лютого — щонайменше 75 людей було викрадено бойовиками ІД у пустелі Пальміра на заході провінції Хомс. Щонайменше 12 викрадених були страчені, включаючи сирійського солдата[66].
- 17 лютого — в пустелі на південний захід від міста Ес-Сухна в сирійській провінції Хомс загін бойовиків угруповання Ісламська Держава атакували групу фермерів та їхній супровід із числа сирійських військових. Внаслідок нападу загинули щонайменше 61 мирний житель та 7 військовослужбовців урядової армії[67]. Напад стався невдовзі після попередньої акції ІД у тому ж районі, коли бойовики викрали та стратили 16 мирних жителів[66].
- 16 травня — автомобіль сирійської армії потрапив у засідку, влаштовану бойовиками ІД у пустелі поблизу стародавнього міста Ресафа. На місці нападу було знайдено вбитими трьох сирійських солдатів, у тому числі бригадного генерала артилерії Іяда Мурхіджа[68].

### 2024
- 2 січня — чотирьох членів КВІР було вбито після того, як бойовики ІД атакували їхні позиції в місті Аль-Дувер на сході провінції Дейр-ез-Зор[69].
- 3 січня — на міському кладовищі в іранському Кермані під час церемонії з нагоди річниці вбивства Касема Сулеймані сталося два вибухи — загинули 94 людини, 284 поранені[70].
- 9 січня — щонайменше 14 солдатів сирійської урядової армії було вбито та ще 19 отримали поранення після того, як бойовики ІД влаштували засідку на транспортний автобус сирійської армії в районі «Третої станції» пустелі Пальміра[71][72].
- 1 лютого — бойовики ІД атакували фортецю Аль-Расафах на півдні міста Ер-Ракка, внаслідок чого було вбито 2 і поранено 6 сирійських солдатів. У відповідь російські військові літаки бомбардували позицію ІД[73].
- 2 лютого — п'ятеро сирійських солдатів було вбито після того, як бойовики ІД атакували їх військову позицію недалеко від «третьої станції» у сільській місцевості провінції Хомс. Це сталося одночасно з російськими авіаударами за позиціями ІД у пустелі Пальміра[74].
- 22 березня — четверо бойовиків здійснили озброєний напад на концертний зал і торговий центр в Красногорську, Росія, вбивши 145 людей[75][76]. Відповідальність за теракт взяло на себе афганське відділення міжнародної терористичної організації «Ісламська Держава» — «Вілаят Хорасан»[77].
- 22 квітня — ймовірні бойовики організації ІД напали на російський поліцейський патруль у місті Карачаєвськ, вбивши двох поліцейських і поранивши третього, а також затрофеївши у них табельну зброю (пістолет та гвинтівку) та трохи боєприпасів[78].
- 28 квітня — ймовірно, бойовики ІД напали на пост російської поліції в селі Мара-Аяги Карачаєво-Черкеської Республіки (Росія), внаслідок чого було вбито 2 співробітників поліції та поранено як мінімум 4. Усіх нападників нібито було вбито під час нападу[79].
- 21 травня — трьох солдатів режиму Асада, у тому числі лейтенанта, було вбито внаслідок нападу ІД у пустелі недалеко від Хомса[80].
- 6 червня — шістьох пастухів було вбито внаслідок різанини, влаштованої ймовірно бойовиками ІД, у селі Абу Аль-Аля, уна сході провінції Хомс[81].
- 12 червня — 16 солдатів режиму Асада, включаючи високопоставленого офіцера, було вбито внаслідок засади ІД під час прочісування пустелі Ес-Сухна у сільській місцевості провінції Хомс[82].
- 16 червня — шестеро в'язнів, пов'язаних з Ісламською Державою, захопили в заручники двох російських співробітників СІЗО в Ростові-на-Дону. В ході операції силовиків по звільненню заручників всі шість нападників були вбиті[83][84].
- 23 серпня — у виправній колонії № 19 у місті Суровікіно Волгоградської області четверо ісламістів-в'язнів з ножами напали на співробітників колонії та інших ув'язнених, взявши частину з них у заручники. Всі 4 бунтівників були вбиті через кілька годин під час операції зі звільнення заручників. Окрім бунтівників, загинули 4 особи[85].

#### 2025
- 5 березня — бойовики планували напасти на Совєтське РВВС в Махачкалі, під час погоні обстріляли машину співробітників правоохоронних органів та були знищені[86].